# Federico I di Baden-Baden
Federico I di Baden-Baden (Alland, 1249 – Napoli, 29 ottobre 1268) fu margravio di Baden dal 1250 sino alla morte.

## Biografia
Federico era l'unico figlio di Ermanno VI di Baden-Baden e di Gertrude, la nipote del duca Federico II di Babenberg, duca d'Austria.
Crebbe alla corte bavarese con l'amico Corradino di Svevia, il giovane erede della dinastia degli Hohenstaufen.
Alla morte del padre nel 1250, fu elevato a margravio di Baden assieme allo zio Rodolfo I, e attraverso la madre divenne pretendente del ducato di Austria e del ducato di Stiria.
Accompagnò Corradino nella sua spedizione in Italia e fu catturato insieme a lui dopo la sconfitta di Tagliacozzo. I due giovani vennero imprigionati l'8 settembre 1268 ad Astura, a sud di Anzio, e poi rinchiusi per ordine di Carlo I d'Angiò nel Castel dell'Ovo di Napoli, sino alla loro decapitazione pubblica, avvenuta in piazza del Mercato a Napoli il 29 ottobre dello stesso anno; Federico aveva solo 19 anni, Corradino appena 16.

## Ascendenza
|                                     |                                                     |                                                               | Genitori                               |  |  | Nonni |  |  | Bisnonni                             |  |  | Trisnonni                             |  |
|                                     |                                                     |                                                               |                                        |  |  |       |  |  | Ermanno IV, margravio di Baden-Baden |  |  | Ermanno III, margravio di Baden-Baden |  |
|                                     |                                                     |                                                               |                                        |  |  |       |  |  | Ermanno IV, margravio di Baden-Baden |  |  | Ermanno III, margravio di Baden-Baden |  |
|                                     |                                                     | Berta di Lorena                                               |                                        |  |  |       |  |  | Ermanno IV, margravio di Baden-Baden |  |  |                                       |  |
| Ermanno V, margravio di Baden-Baden |                                                     |                                                               |                                        |  |  |       |  |  | Ermanno IV, margravio di Baden-Baden |  |  |                                       |  |
|                                     |                                                     | Berta di Tubinga                                              | …                                      |  |  |       |  |  |                                      |  |  |                                       |  |
|                                     |                                                     | Berta di Tubinga                                              | …                                      |  |  |       |  |  |                                      |  |  |                                       |  |
|                                     |                                                     | Berta di Tubinga                                              | …                                      |  |  |       |  |  |                                      |  |  |                                       |  |
| Ermanno VI, margravio di Baden      |                                                     | Berta di Tubinga                                              |                                        |  |  |       |  |  |                                      |  |  |                                       |  |
|                                     |                                                     | Enrico V, conte palatino del Reno                             | Enrico XII, duca di Sassonia e Baviera |  |  |       |  |  |                                      |  |  |                                       |  |
|                                     |                                                     | Enrico V, conte palatino del Reno                             | Enrico XII, duca di Sassonia e Baviera |  |  |       |  |  |                                      |  |  |                                       |  |
|                                     |                                                     | Enrico V, conte palatino del Reno                             | Matilde d'Inghilterra                  |  |  |       |  |  |                                      |  |  |                                       |  |
| Ermengarda del Reno                 |                                                     | Enrico V, conte palatino del Reno                             |                                        |  |  |       |  |  |                                      |  |  |                                       |  |
|                                     |                                                     | Agnese di Hohenstaufen                                        | Corrado, conte palatino del Reno       |  |  |       |  |  |                                      |  |  |                                       |  |
|                                     |                                                     | Agnese di Hohenstaufen                                        | Corrado, conte palatino del Reno       |  |  |       |  |  |                                      |  |  |                                       |  |
|                                     |                                                     | Agnese di Hohenstaufen                                        | Irmengarda di Henneberg                |  |  |       |  |  |                                      |  |  |                                       |  |
| Federico I, margravio di Baden      |                                                     | Agnese di Hohenstaufen                                        |                                        |  |  |       |  |  |                                      |  |  |                                       |  |
|                                     | Leopoldo VI di Babenberg, duca di Stiria ed Austria | Leopoldo V di Babenberg, duca d'Austria e Stiria              |                                        |  |  |       |  |  |                                      |  |  |                                       |  |
|                                     | Leopoldo VI di Babenberg, duca di Stiria ed Austria | Leopoldo V di Babenberg, duca d'Austria e Stiria              |                                        |  |  |       |  |  |                                      |  |  |                                       |  |
|                                     | Leopoldo VI di Babenberg, duca di Stiria ed Austria | Elena d'Ungheria                                              |                                        |  |  |       |  |  |                                      |  |  |                                       |  |
| Enrico di Babenberg                 | Leopoldo VI di Babenberg, duca di Stiria ed Austria |                                                               |                                        |  |  |       |  |  |                                      |  |  |                                       |  |
|                                     |                                                     | Teodora Angelina                                              | Isacco Comneno Vatatzes                |  |  |       |  |  |                                      |  |  |                                       |  |
|                                     |                                                     | Teodora Angelina                                              | Isacco Comneno Vatatzes                |  |  |       |  |  |                                      |  |  |                                       |  |
|                                     |                                                     | Teodora Angelina                                              | Anna Comnena Angelina                  |  |  |       |  |  |                                      |  |  |                                       |  |
| Gertrude di Babenberg               |                                                     | Teodora Angelina                                              |                                        |  |  |       |  |  |                                      |  |  |                                       |  |
|                                     |                                                     | Ermanno I, conte palatino di Sassonia e langravio di Turingia | Ludovico II, langravio di Turingia     |  |  |       |  |  |                                      |  |  |                                       |  |
|                                     |                                                     | Ermanno I, conte palatino di Sassonia e langravio di Turingia | Ludovico II, langravio di Turingia     |  |  |       |  |  |                                      |  |  |                                       |  |
|                                     |                                                     | Ermanno I, conte palatino di Sassonia e langravio di Turingia | Giuditta di Svevia                     |  |  |       |  |  |                                      |  |  |                                       |  |
| Agnese di Turingia                  |                                                     | Ermanno I, conte palatino di Sassonia e langravio di Turingia |                                        |  |  |       |  |  |                                      |  |  |                                       |  |
|                                     |                                                     | Sofia di Baviera                                              | Ottone I, duca di Baviera              |  |  |       |  |  |                                      |  |  |                                       |  |
|                                     |                                                     | Sofia di Baviera                                              | Ottone I, duca di Baviera              |  |  |       |  |  |                                      |  |  |                                       |  |
|                                     |                                                     | Sofia di Baviera                                              | Agnese di Loon                         |  |  |       |  |  |                                      |  |  |                                       |  |
|                                     |                                                     | Sofia di Baviera                                              |                                        |  |  |       |  |  |                                      |  |  |                                       |  |